# 30 de agosto
30 de agosto é o 242.º dia do ano no calendário gregoriano (243.º em anos bissextos). Faltam 123 dias para acabar o ano.

## Eventos históricos

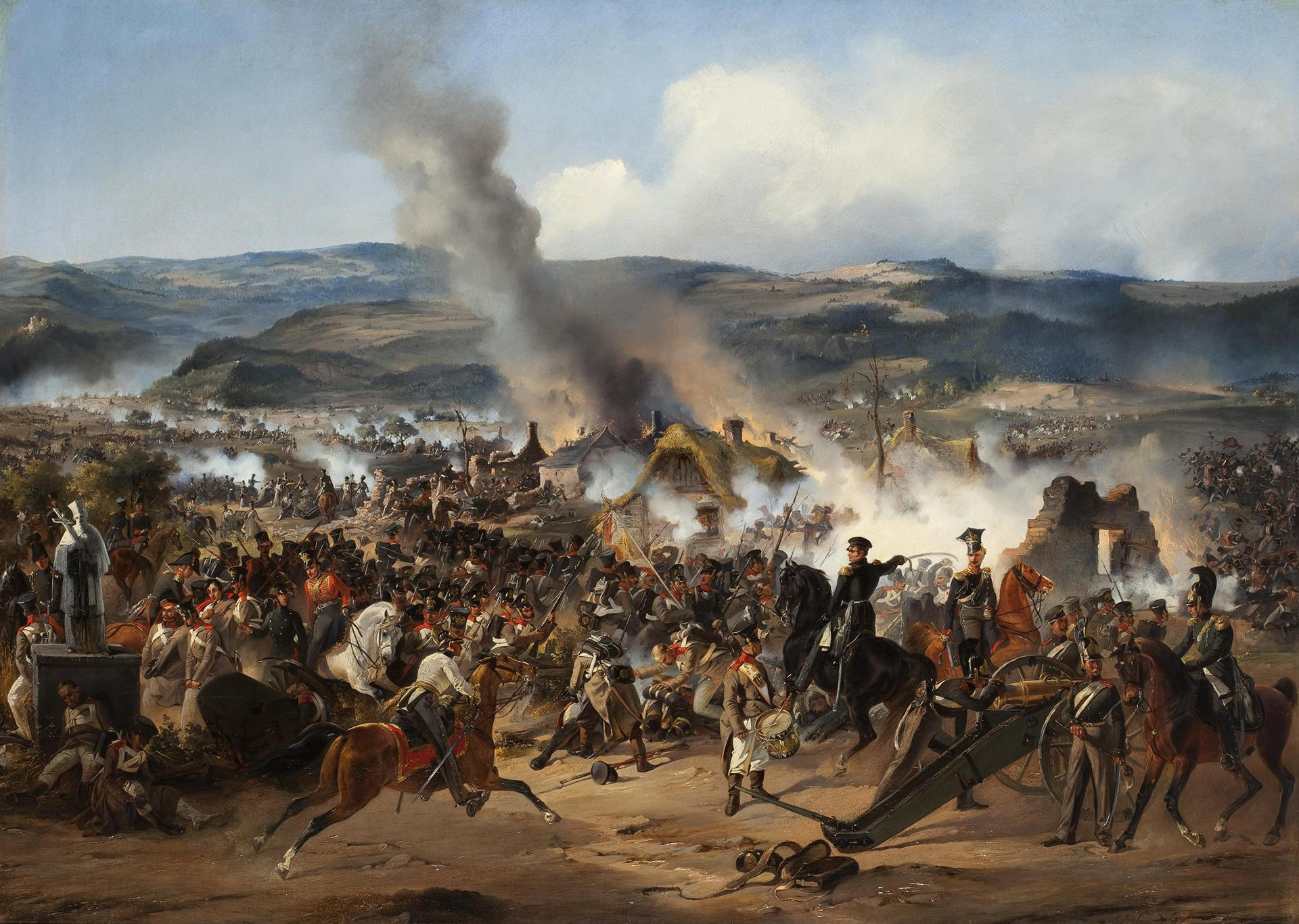
1813: Primeira Batalha de Kulm

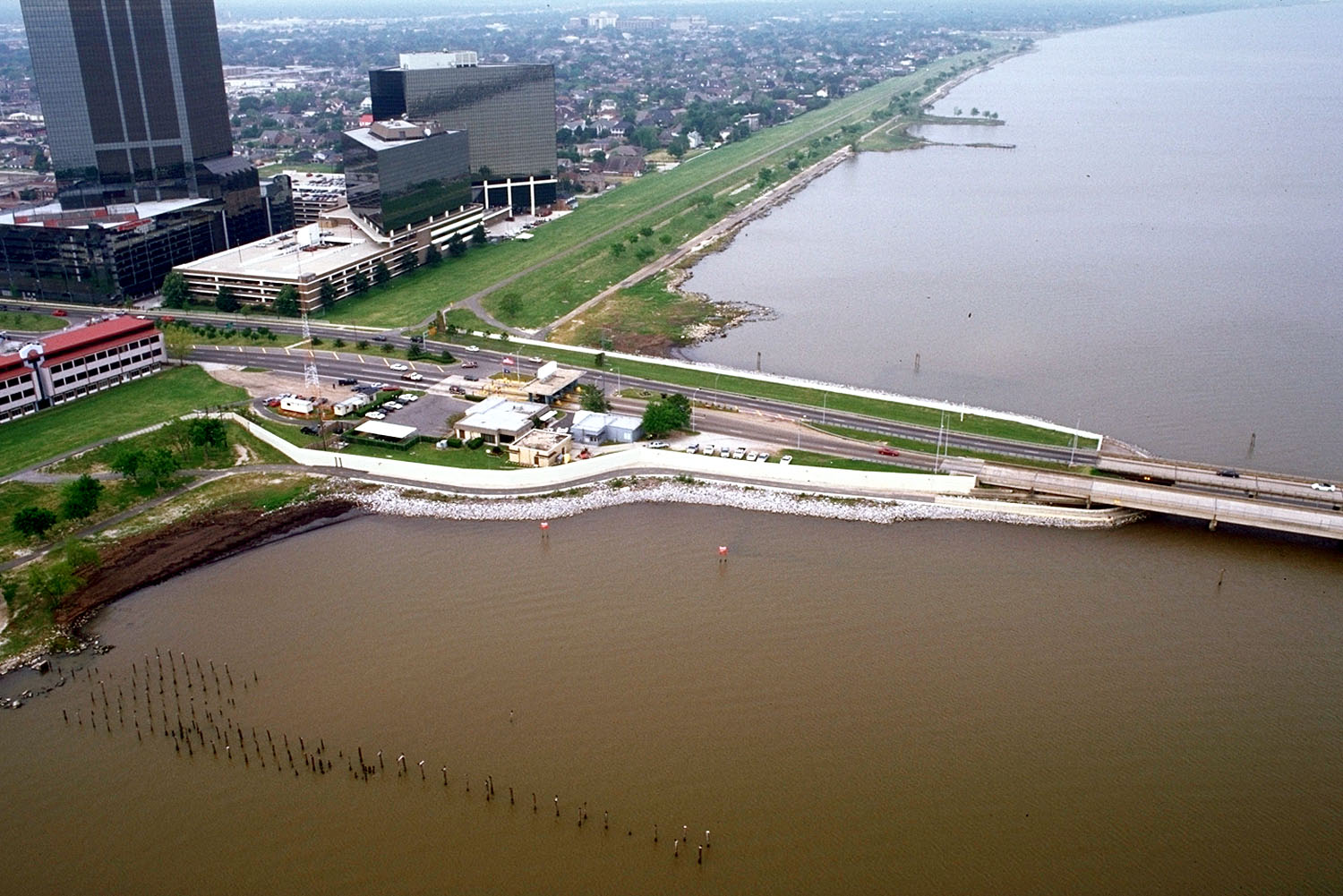
1956: Ponte do Lago Pontchartrain, em Mandeville, na Luisiana

- 0070 — Tito termina o cerco de Jerusalém após destruir o Templo de Herodes.[1]
- 1282 — Pedro III de Aragão desembarca em Trapani para intervir na Guerra das Vésperas Sicilianas.
- 1363 — Começa a Batalha do Lago Poyang, com duração de cinco semanas, na qual as forças de dois líderes rebeldes chineses (Chen Youliang e Zhu Yuanzhang) se reúnem para decidir quem suplantará a dinastia Yuan.
- 1420 — Um terremoto de 9,4 Mw de força sacode a região do Atacama no Chile, causando tsunamis no Chile, bem como no Havaí e no Japão.[2]
- 1464 — O Papa Paulo II sucede o Papa Pio II como o 211º papa.
- 1574 — Guru Ram Das torna-se o quarto gurus siques.
- 1590 — Tokugawa Ieyasu entra no Castelo de Edo.
- 1721 — A Grande Guerra do Norte entre a Suécia e a Rússia termina no Tratado de Nystad.[3]
- 1727 — Ana, filha mais velha do rei Jeorge II da Grã-Bretanha, recebe o título de Princesa Real.
- 1757 — Batalha de Gross-Jägersdorf: a força russa derrota uma força prussiana menor durante a Guerra dos Sete Anos.
- 1791 — HMS Pandora afunda depois de encalhar na parte externa da Grande Barreira de Corais no dia anterior.
- 1799 — Toda a frota holandesa é capturada pelas forças britânicas sob o comando de Sir Ralph Abercromby e do Almirante Sir Charles Mitchell durante a Guerra da Segunda Coalizão.[4]
- 1813 — Primeira Batalha de Kulm: as forças francesas são derrotadas por uma aliança austro-prussiana-russa.
- 1828 — O imperador Pedro I do Brasil expede Carta de Lei que "ratifica a convenção preliminar de paz entre o Império do Brasil e a República das Províncias Unidas do Rio da Prata, assinada no Rio de Janeiro em 27 de agosto de 1828".[5]
- 1835 — Austrália: é fundada Melbourne, Vitória.
- 1873 — Os exploradores austríacos Julius von Payer e Karl Weyprecht descobrem o arquipélago de Terra de Francisco José no Mar Ártico.
- 1896 — Revolução Filipina: Após a vitória espanhola na Batalha de San Juan del Monte, oito províncias das Filipinas são declaradas sob lei marcial pelo governador-geral espanhol Ramón Blanco y Erenas.
- 1909 — Os fósseis de Folhelho Burgess são descobertos por Charles Doolittle Walcott.
- 1914 — Primeira Guerra Mundial: os alemães derrotam os russos na Batalha de Tannenberg.
- 1916 — Ernest Shackleton conclui o resgate de todos os seus homens presos na Ilha Elefante, na Antártida.
- 1918 — Fanni Kaplan atira e fere gravemente o líder bolchevique Vladimir Lenin, que, junto com o assassinato do oficial bolchevique Moisei Uritski dias antes, levou à publicação do decreto do Terror Vermelho.
- 1921 — É nomeado em Portugal o 31.º governo republicano, chefiado pelo presidente do Ministério António Granjo.
- 1922 — Batalha de Dumlupınar: a batalha final na Guerra Greco-Turca ("Guerra de Independência da Turquia").
- 1936 — O RMS Queen Mary vence o Blue Riband ao estabelecer a travessia transatlântica mais rápida.
- 1940 — A Segunda Arbitragem de Viena reatribui o território da Transilvânia do Norte da Romênia para a Hungria.
- 1942 — Segunda Guerra Mundial: começa a Batalha de Alam Halfa.
- 1945
  - Passa a existir o Conselho de Controle Aliado, governando a Alemanha após a Segunda Guerra Mundial.
  - Término da Revolução de Agosto quando o Imperador Bao Dai abdica, encerrando a dinastia Nguyễn.
  - A ocupação japonesa de Hong Kong chega ao fim.
- 1948 — Criação da Siguranţa statului, a polícia secreta da Romênia durante a política stalinista.
- 1956 — É aberta ao público a Ponte do Lago Pontchartrain, em Mandeville, na Luisiana, que já foi considerada, com uma extensão de 38 422 m, a mais longa ponte do mundo.
- 1962 — O Japão realiza o teste do NAMC YS-11, seu primeiro avião desde a Segunda Guerra Mundial e seu único avião comercial de sucesso desde antes ou depois da guerra.
- 1963 — Entra em operação a linha direta Moscou-Washington entre os líderes dos Estados Unidos e da União Soviética.
- 1967 — Thurgood Marshall é confirmado como o primeiro juiz afro-americano da Suprema Corte dos Estados Unidos.
- 1974 — Um trem expresso Belgrado-Dortmund descarrila na principal estação ferroviária de Zagreb, matando 153 passageiros.[6]
- 1981 — O presidente Mohammad-Ali Rajai e o primeiro-ministro Mohammad-Javad Bahonar do Irã são assassinados em um bombardeio cometido pela Organização dos Mujahidin do Povo Iraniano.
- 1983 — O voo 5463 da Aeroflot cai na montanha Dolan ao se aproximar do Aeroporto Internacional de Almati, no atual Cazaquistão, matando todas as 90 pessoas a bordo.[7]
- 1984 — Lançada a STS-41-D, primeira missão do ônibus espacial Discovery.
- 1991 — Dissolução da União Soviética: o Azerbaijão declara independência da União Soviética.
- 1992 — Termina o impasse de 11 dias de Ruby Ridge com a rendição de Randy Weaver às autoridades federais.
- 1995 — Guerra da Bósnia: a Operação Força Deliberada da OTAN entra em ação, bombardeando alvos militares sérvios-bósnios.
- 1998 — Segunda Guerra do Congo: as forças armadas da República Democrática do Congo (RDC) e os seus aliados angolanos e zimbabuanos recapturam Matadi e a represa de Inga, no oeste da RDC, das tropas do RCD e de Ruanda.
- 2002 — O voo 4823 da Rico Linhas Aéreas cai na aproximação do Aeroporto Internacional de Rio Branco, matando 23 das 31 pessoas a bordo.
- 2014 — O primeiro-ministro do Lesoto, Tom Thabane, foge para a África do Sul enquanto o exército supostamente organiza um golpe.[8]
- 2020 — Ocorre um dos maiores terremotos da história da Bahia, com magnitude de 4,6.
- 2021 — As últimas tropas americanas restantes deixam o Afeganistão, encerrando o envolvimento dos EUA na guerra.
- 2023 — Brice Clotaire Oligui Nguema dá um Golpe de Estado no Presidente do Gabão Ali Bongo, o qual foi posteriormente preso e depois Brice fecha as fronteiras do país.[9]

## Nascimentos

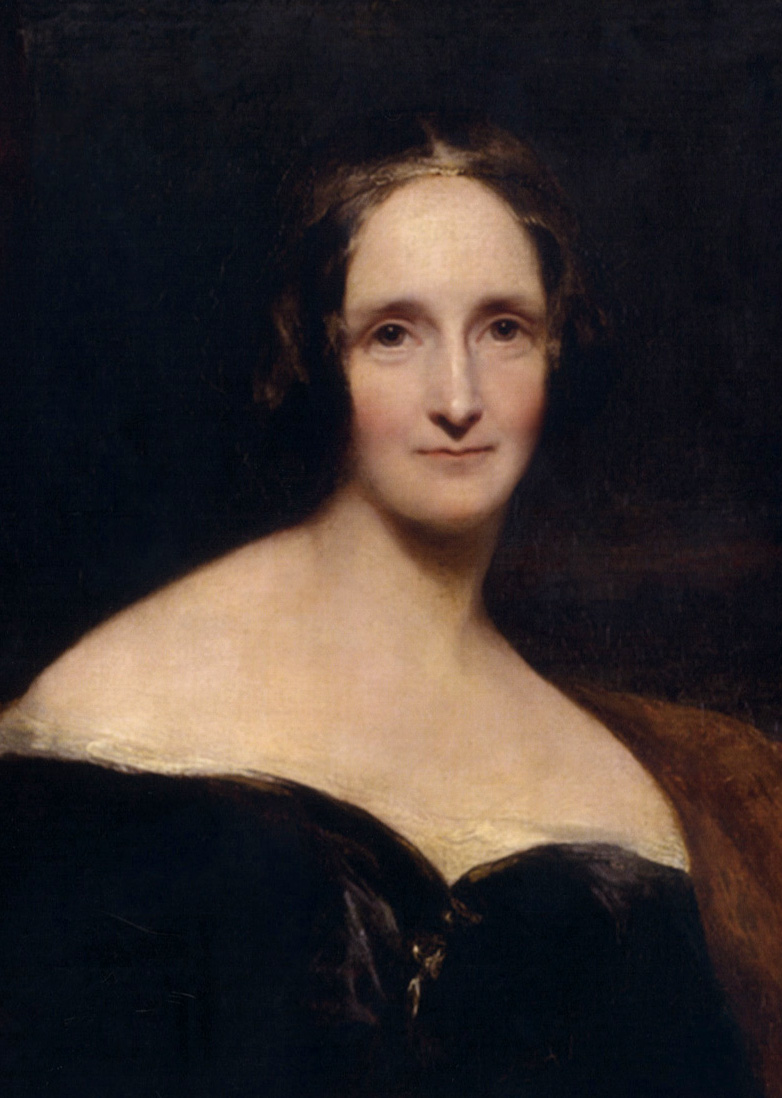
Mary Shelley

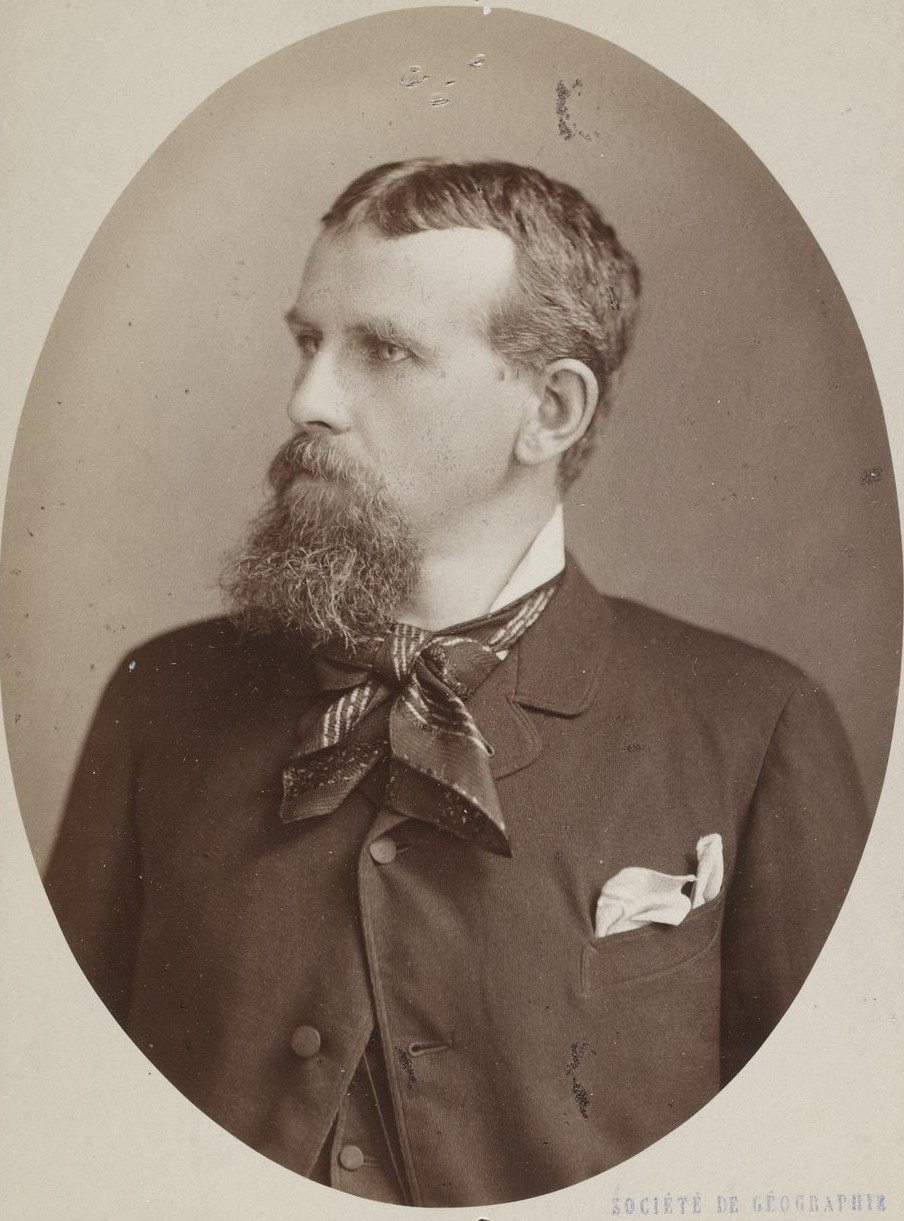
Friedrich Ratzel

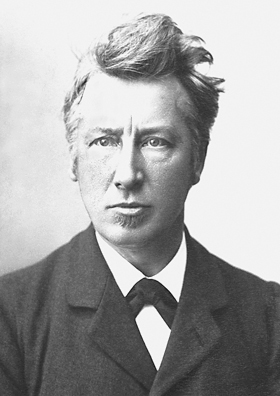
Jacobus Henricus van 't Hoff

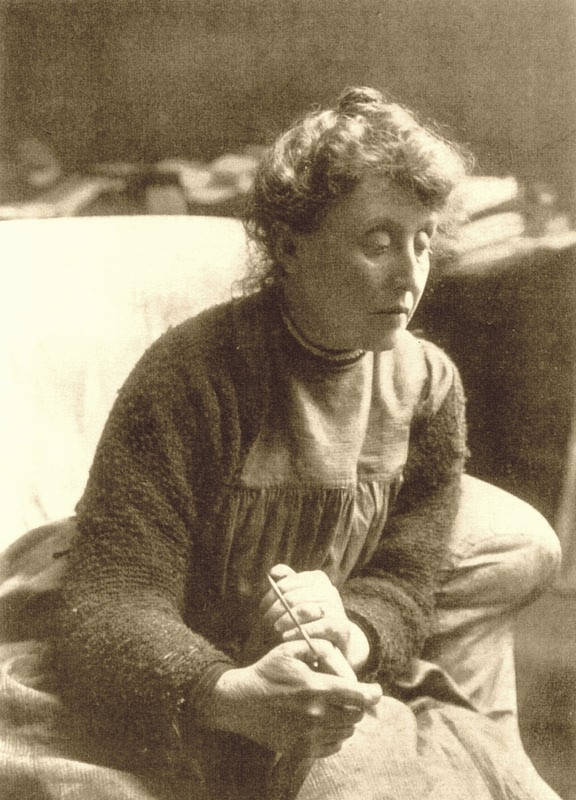
Evelyn De Morgan

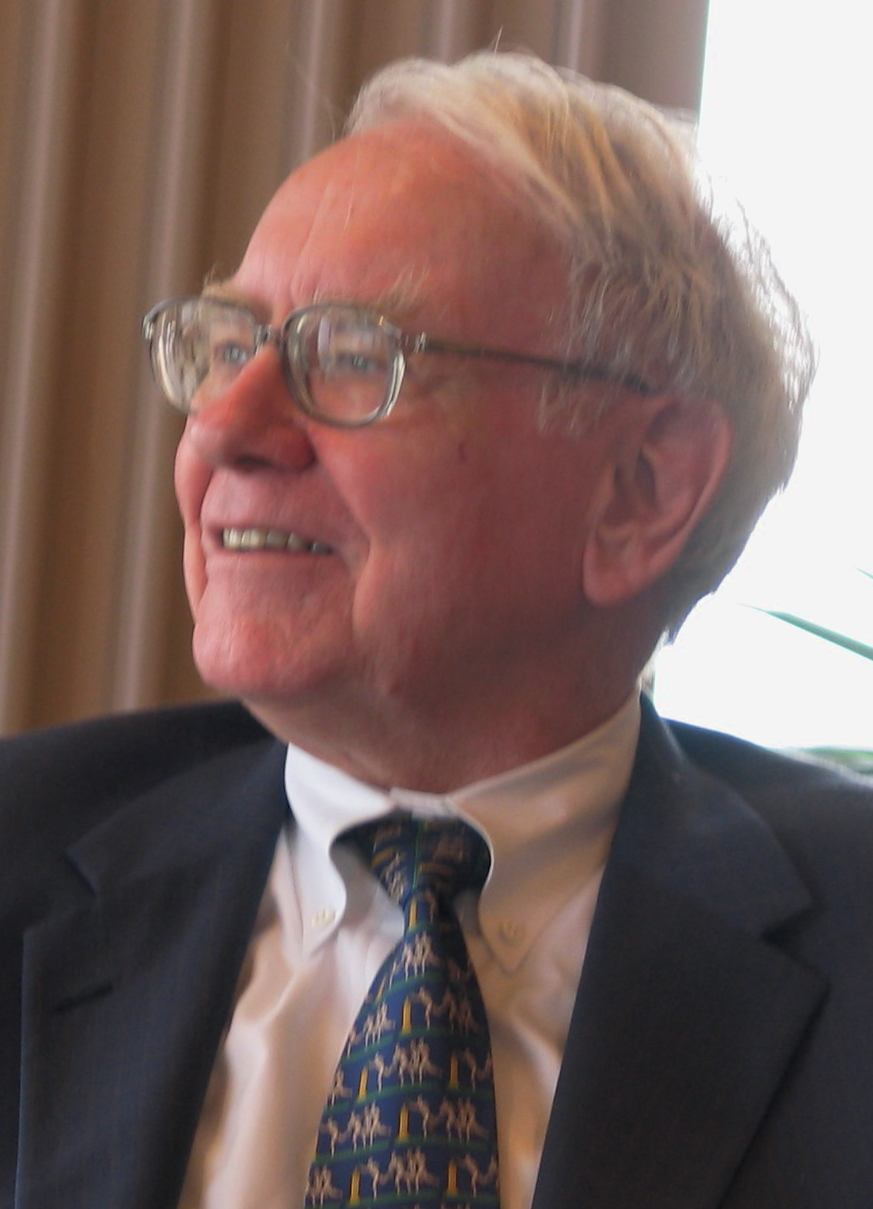
Warren Buffett

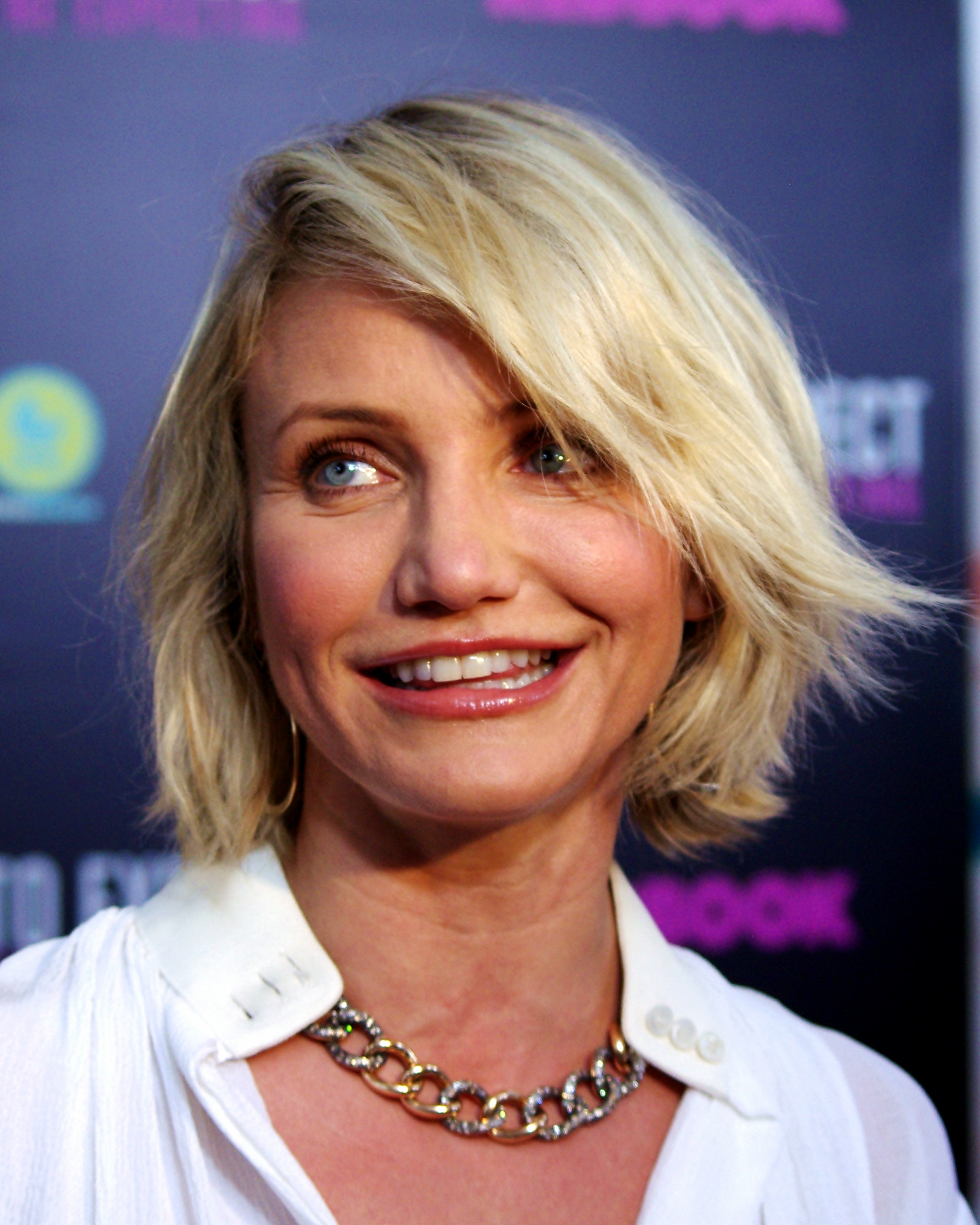
Cameron Diaz

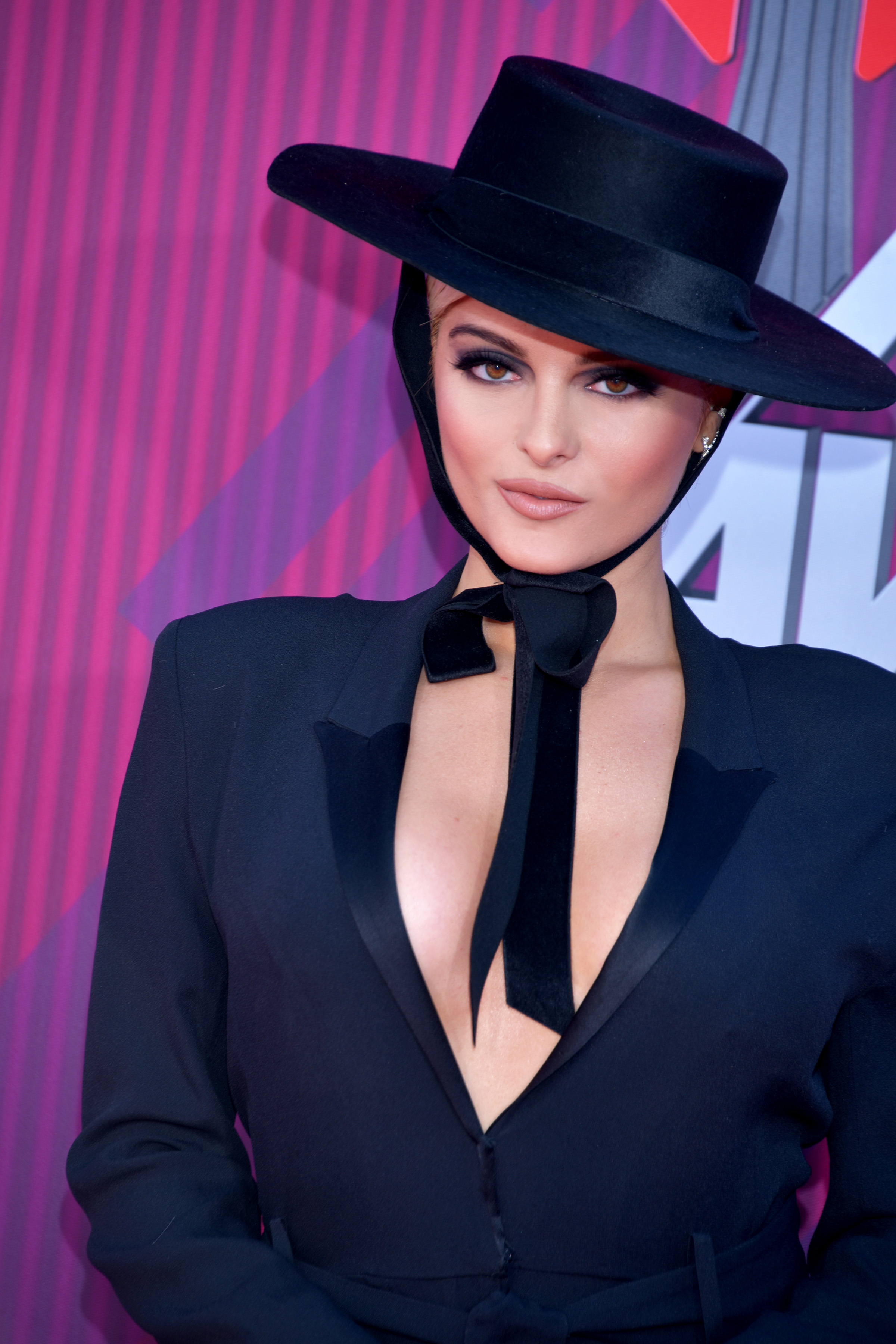
Bebe Rexha

### Anteriores ao século XIX
- 1334 — Pedro I de Castela (m. 1369).
- 1684 — Marguerite de Launay, baronesa de Staal, escritora francesa (m. 1750).
- 1688 — João de Bragança, Príncipe do Brasil (m. 1688).
- 1697 — Henry Flitcroft, arquiteto inglês (m. 1769).
- 1727 — Giovanni Domenico Tiepolo, pintor italiano (m. 1804).
- 1740 — Joaquim de Santa Clara Brandão, religioso português (m. 1818).
- 1748 — Jacques-Louis David, pintor francês (m. 1825).
- 1756 — Luís, Duque de Württemberg, nobre alemão (m. 1817).
- 1770 — Friedrich Karl Forberg, filósofo alemão (m. 1848).
- 1792 — José Inácio Bettencourt, militar português (m. 1877).
- 1797 — Mary Shelley, escritora britânica (m. 1851).

### Século XIX
- 1806
  - João Maria Wandenkolk, militar português (m. 1874).
  - Alfonso Mabilde, engenheiro e antropólogo belga (m. 1892).
- 1808
  - Luísa Guilhermina da Baviera (m. 1892).
  - Jean-Charles Chenu, médico e naturalista francês (m. 1879).
- 1813
  - Maria do Carmo de Noronha Camões e Albuquerque, nobre português (m. 1833).
  - Matilde Carolina da Baviera (m. 1862).
- 1817 — João Manuel Pereira da Silva, advogado e político brasileiro (m. 1898).
- 1819 — Antônio José da Serra Gomes, diplomata e fidalgo brasileiro (m. 1891).
- 1820 — George Frederick Root, compositor estadunidense (m. 1895).
- 1821 — Anita Garibaldi, revolucionária brasileira (m. 1849).
- 1827 — Joaquim Francisco Pereira Marçal, religioso e político brasileiro (m. 1885).
- 1830 — José Feliciano Alves de Brito, político brasileiro (m. 1889).
- 1831
  - Luís Antônio de Oliveira, nobre brasileiro (m. 1910).
  - Luís Carlos Lins Wanderley, médico e político brasileiro (m. 1890).
- 1833 — Auguste François Marie Glaziou, engenheiro francês (m. 1906).
- 1835 — Pablo G. Lorentz, botânico alemão (m. 1881).
- 1842 — Alexandra Alexandrovna da Rússia, nobre russa (m. 1849).
- 1843
  - Antônio Bandeira Trajano, escritor português (m. 1921).
  - James T. Mullen, militar estadunidense (m. 1891).
- 1844 — Friedrich Ratzel, geógrafo alemão (m. 1904).
- 1850
  - Ferreira Leal, médico e escritor brasileiro (m. 1914).
  - Marcelo Hilario del Pilar, nacionalista filipino (m. 1896).
- 1852 — Jacobus Henricus van 't Hoff, químico neerlandês (m. 1911).
- 1855
  - Adauto Aurélio de Miranda Henriques, religioso brasileiro (m. 1935).
  - Evelyn De Morgan, pintora britânica (m. 1919).
- 1856 — Carl Runge, matemático alemão (m. 1927).
- 1859 — Tranquilino Leovigildo Torres, advogado brasileiro (m. 1896).
- 1870 — Alexandra Georgievna da Grécia e Dinamarca (m. 1891).
- 1871 — Ernest Rutherford, físico britânico (m. 1937).
- 1876 — Costanzo Ciano, militar e político italiano (m. 1939).
- 1877
  - Félix Dzerjinsky, político polonês (m. 1926).
  - Elísio de Moura, médico psiquiatra português (m. 1977).
- 1880 — Konrad von Preysing, religioso alemão (m. 1950).
- 1883
  - Theo van Doesburg, artista e poeta neerlandês (m. 1931).
  - Dmytro Dontsov, escritor ucraniano (m. 1973).
  - Swami Kuvalayananda, estudioso de ioga indiano (m. 1966).
- 1884 — Theodor Svedberg, químico sueco (m. 1971).
- 1885 — Nils von Kantzow, ginasta sueco (m. 1967).
- 1886 — Hans von Boetticher, ornitólogo brasileiro (m. 1958).
- 1887 — Ray Cummings, escritor estadunidense (m. 1957).
- 1888 — Ramon Acin, pintor espanhol (m. 1936).
- 1890 — Julio Correa, poeta paraguaio (m. 1953).
- 1893 — Huey Long, político estadunidense (m. 1935).
- 1894 — Benevenuto Garcia Leal, político brasileiro (m. ?).
- 1898 — Shirley Booth, atriz estadunidense (m. 1992).
- 1899 — João Acácio de Almeida, político brasileiro (m. ?).

### Século XX

#### 1901–1950
- 1901 — John Gunther, escritor estadunidense (m. 1970).
- 1904 — Luís Victor Sartori, religioso brasileiro (m. 1970).
- 1905 — Leo Longanesi, pintor e jornalista italiano (m. 1957).
- 1906 — Olga Taussky-Todd, matemática tcheca (m. 1995).
- 1907 — John Mauchly, físico estadunidense (m. 1980).
- 1908 — Fred MacMurray, ator estadunidense (m. 1991).
- 1909
  - Reinhard Seiler, militar alemão (m. 1989).
  - Artur Pereira e Oliveira, médico e escritor brasileiro (m. 2000).
  - Heinrich Göllnitz, oficial alemão (m. 1943).
- 1910 — Carlos de Paula Couto, paleontólogo brasileiro (m. 1982).
- 1911 — San Tiago Dantas, jornalista brasileiro (m. 1964).
- 1912
  - Edward Mills Purcell, físico estadunidense (m. 1997).
  - Howard Wilson Emmons, engenheiro estadunidense (m. 1998).
  - Nancy Wake, espiã neozelandesa (m. 2011).
- 1913
  - Richard Stone, economista britânico (m. 1991).
  - Rudolf Braun, oficial alemão (m. 1990).
- 1914 — Jean Bottéro, historiador francês (m. 2007).
- 1915
  - Bienvenido Granda, cantor e compositor cubano (m. 1983).
  - Liliana, Duquesa da Halândia (m. 2013).
- 1916 — Heinz Bielfeld, oficial alemão (m. 1944).
- 1917
  - Günther Degen, militar alemão (m. 1945).
  - Vladimir Kirillovich da Rússia (m. 1992).
- 1918 — Ted Williams, jogador de beisebol estadunidense (m. 2002).
- 1919
  - Wolfgang Wagner, diretor de óperas alemão (m. 2010).
  - João d'Ávila Moreira Lima, religioso brasileiro (m. 2011).
- 1921 — Hans Bennemann, oficial alemão (m. 1993).
- 1922
  - Regina Resnik, cantora estadunidense (m. 2013).
  - Piero Gancia, automobilista brasileiro (m. 2010).
  - Fábio Riodi Yassuda, político brasileiro (m. 2011).
  - Robert Rines, advogado e inventor estadunidense (m. 2009).
  - Håkon Christie, arquiteto norueguês (m. 2010).
- 1924
  - Leonel Zilhão Ayres da Silva Barros, escritor e veterinário chinês (m. 2011).
  - Pedro Fré, bispo brasileiro (m. 2014).
- 1925 — Sandra Cavalcanti, política brasileira (m. 2022).
- 1928 — Bill Daily, comediante estadunidense (m. 2018).
- 1930
  - Warren Buffett, empresário estadunidense.
  - Paul Poupard, religioso francês.
  - Mauro Ramos, futebolista brasileiro (m. 2002).
- 1931 — John Swigert, astronauta estadunidense (m. 1982).
- 1933
  - João José Fraústo da Silva, professor português (m. 2022).
  - Maurício Campos, professor e político brasileiro (m. 2020).
- 1935 — Gerhard Mitter, automobilista alemão (m. 1969).
- 1937 — Bruce McLaren, automobilista neozelandês (m. 1970).
- 1938 — Henrique de Aguiar Oliveira Rodrigues, médico e intelectual português.
- 1941
  - Nelson Xavier, ator brasileiro (m. 2017).
  - Luísa Constantina, escultora portuguesa (m. 1990).
- 1943
  - Robert Crumb, artista estadunidense.
  - Bobby Lennox, ex-futebolista britânico.
- 1944 — Molly Ivins, colunista e escritora estadunidense (m. 2007).
- 1946
  - Miro Casabella, cantor espanhol.
  - Ana Maria, Rainha da Grécia.
  - Peggy Lipton, atriz estadunidense (m. 2019).
- 1947 — Márcio Greyck, cantor e compositor brasileiro.
- 1948
  - Lewis Black, comediante estadunidense.
  - Pyotr Latyshev, político russo (m. 2008).
  - Tião Rocha, antropólogo brasileiro.
  - Rosita Bouchot, atriz mexicana.
- 1949
  - Peter Maffay, músico romeno.
  - Luiz Fernando Dias Duarte, antropólogo brasileiro.
  - Élcio Romar, ator, dublador e diretor de dublagem brasileiro.
- 1950
  - Alfred Budner, político polonês.
  - Ernani Aguiar, compositor brasileiro.
  - Li Zhanshu, político chinês.

#### 1951–2000
- 1951
  - Gediminas Kirkilas, político lituano (m. 2024).
  - Peter Withe, ex-futebolista e treinador de futebol britânico.
  - Behgjet Pacolli, político e empresário kosovar.
  - Danny Clark, ex-ciclista australiano.
  - Timothy Bottoms, ator e produtor de cinema norte-americano.
- 1952 — William Waack, jornalista brasileiro.
- 1953 — Guilherme Kerr Neto, cantor, compositor e produtor musical brasileiro.
- 1954
  - Alexander Lukashenko, político bielorrusso.
  - Guy Kawasaki, empresário norte-americano.
- 1955 — Pola Ribeiro, cineasta brasileiro.
- 1956 — Said Belqola, árbitro de futebol marroquino (m. 2002).
- 1958 — Anna Politkovskaya, jornalista russa (m. 2006).
- 1959
  - Roland Grapow, guitarrista alemão.
  - Gilles Cresto, arqueiro monegasco.
  - Marcos A. Aidukaitis, religioso brasileiro.
  - Sombrinha, cantor, compositor e músico brasileiro.
  - Hamad bin Jassim bin Jaber Al Thani, político catari.
- 1960
  - Philippe Jean-Charles Jourdan, religioso francês.
  - Bako Sahakyan, político azeri.
- 1961 — Paulinho Criciúma, ex-futebolista brasileiro.
- 1962
  - Alexander Litvinenko, espião russo (m. 2006).
  - François Delecour, automobilista francês.
  - Marcantônio Vilaça, artista plástico brasileiro (m. 2000).
- 1963
  - Michael Chiklis, ator estadunidense.
  - Phil Mills, navegador de ralis britânico.
  - Rodolfo Luís Weber, religioso brasileiro.
  - John King, jornalista norte-americano.
- 1964 — Valente Arellano, toureiro mexicano (m. 1984).
- 1965 — Laeta Kalogridis, roteirista e produtora de cinema norte-americana.
- 1966
  - Michael Michele, atriz estadunidense.
  - Aymen Benabderrahmane, político argelino.
- 1967 — Barbara Kendall, velejadora neo-zelandesa.
- 1968 — Rogério Rosso, político brasileiro.
- 1969
  - Paulo Vinícius Coelho, jornalista brasileiro.
  - Vladimir Jugović, ex-futebolista sérvio.
- 1970
  - Paulo Sousa, ex-futebolista e treinador de futebol português.
  - Guang Liang, cantor e compositor chinês.
- 1971
  - Megan McArthur, astronauta estadunidense.
  - Idalmis Gato, ex-jogadora de vôlei cubana.
  - Evelyn Williamson, triatleta neozelandesa.
- 1972
  - Pavel Nedvěd, ex-futebolista e dirigente esportivo tcheco.
  - Cameron Diaz, atriz estadunidense.
  - Argemiro Veiga Gonçalves, ex-futebolista brasileiro.
- 1973
  - Kimberley Joseph, atriz canadense.
  - Sophie Dodemont, arqueira francesa.
- 1974
  - Tabaré Silva, treinador de futebol e ex-futebolista uruguaio.
  - Camilla Läckberg, escritora sueca.
  - Florin Popescu, ex-canoísta romeno.
- 1975
  - Rich Cronin, cantor estadunidense (m. 2010).
  - Bisco Hatori, mangaka japonesa.
  - Miguel Mercado, ex-futebolista boliviano.
  - Radhi Jaïdi, ex-futebolista e treinador de futebol tunisiano.
- 1976
  - Lu Li, ex-ginasta chinesa.
  - Carla Lapa, política brasileira.
- 1977
  - Félix Sánchez, ex-atleta dominicano.
  - Elizabeth Álvarez, atriz mexicana.
  - Renê Marques, ex-futebolista e treinador de futebol brasileiro.
  - Pretinho da Serrinha, compositor, músico e arranjador brasileiro.
  - George Kollias, músico grego.
  - Gustavo Valadares, político brasileiro.
  - Elden Henson, ator estadunidense.
  - Alexander Rondón, ex-futebolista venezuelano.
- 1978
  - Swizz Beatz, rapper estadunidense.
  - Maksim Shatskikh, ex-futebolista uzbeque.
  - Adalto, ex-futebolista brasileiro.
  - Leonel Vielma, ex-futebolista venezuelano.
  - Svetoslav Todorov, ex-futebolista e treinador de futebol búlgaro.
- 1979
  - Juan Ignacio Chela, ex-tenista argentino.
  - Barb Honchak, lutadora norte-americana de artes marciais mistas.
- 1980 — Angel Coulby, atriz britânica.
- 1981
  - Franklin Salas, ex-futebolista equatoriano.
  - Anaysi Hernández, judoca cubana.
  - Diodato, cantautor italiano.
  - Carol Fiorentino, chef de cozinha e apresentadora de televisão brasileira.
  - Veniamin Mandrykin, futebolista russo (m. 2023).
  - Monsef Zerka, ex-futebolista marroquino.
- 1982
  - Andy Roddick, ex-tenista estadunidense.
  - Bianka Lamade, ex-tenista alemã.
  - Alina Alexandra Dumitru, judoca romena.
- 1983
  - Jun Matsumoto, ator e cantor japonês.
  - Simone Pepe, ex-futebolista italiano.
  - Mehdi Mostefa, futebolista argelino.
- 1984 — Yampier Hernández, boxeador cubano.
- 1985
  - Leisel Jones, ex-nadadora australiana.
  - Eamon Sullivan, ex-nadador australiano.
  - Joe Inoue, cantor japonês.
  - Éva Risztov, ex-nadadora húngara.
  - Bruno Vieira, ex-futebolista brasileiro.
  - Priscila Rezende, artista plástica brasileira.
- 1986
  - George Ryan Ross III, guitarrista estadunidense.
  - Sebastián Leto, ex-futebolista argentino.
  - Aldo Junior Simoncini, futebolista samarinês.
- 1987
  - Jorge de Sá, ator brasileiro.
  - Johanna Braddy, atriz estadunidense.
  - Emmanuel Clottey, ex-futebolista ganês.
  - Xu Lijia, velejadora chinesa.
  - Nenad Tomović, futebolista sérvio.
  - Roy Krishna, futebolista fijiano.
- 1988
  - Ernests Gulbis, ex-tenista letão.
  - Víctor Claver, jogador de basquete espanhol.
- 1989
  - Bebe Rexha, cantora estadunidense.
  - Bohdan Bondarenko, atleta de salto em altura ucraniano.
- 1990
  - Tsubasa Yokotake, futebolista japonês.
  - Julia Jacklin, cantora australiana.
  - Franck Etoundi, futebolista camaronês.
- 1991
  - Jacqueline Cako, tenista estadunidense.
  - Gaia Weiss, modelo e atriz francesa.
  - Farid Mammadov, cantor azeri.
- 1992
  - Tchê Tchê, futebolista brasileiro.
  - Jessica Henwick, atriz britânica.
- 1993
  - Paco Alcácer, futebolista espanhol.
  - Aleksey Denisenko, taekwondista russo.
- 1994
  - MC Fioti, cantor brasileiro.
  - Mateus Caramelo, futebolista brasileiro (m. 2016).
  - Celso Santebañes, modelo brasileiro (m. 2015).
- 1995 — Dwayne Bacon, basquetebolista americano.
- 1996
  - Gabigol, futebolista brasileiro.
  - Yves Bissouma, futebolista malinês.
  - Nathan Allan de Souza, futebolista brasileiro.
- 1997 — Alfa Semedo, futebolista guineense.
- 1999 — Juri Hollmann, ciclista alemão.
- 2000 — Maria Iêda Guimarães, pentatleta brasileira.

### Século XXI
- 2001 — Emily Bear, pianista e compositora estadunidense.
- 2002
  - Sandry Roberto, futebolista brasileiro.
  - Fábio Carvalho, futebolista português.
- 2003 — Yasmin Finney, atriz britânica.
- 2005 — Sophia Valverde, atriz brasileira.
- 2007 — Momiji Nishiya, skatista japonesa.

## Mortes

### Anteriores ao século XIX
- 0526 — Teodorico, o Grande, rei dos ostrogodos (n. 474).
- 1131 — Herveu, o Bretão, bispo de Ely
- 1148 — Amadeu III de Saboia (n. 1095).
- 1181 — Papa Alexandre III (n. 1105).
- 1428 — Shōkō, imperador do Japão (n. 1401).
- 1483 — Luís XI de França (n. 1423).
- 1564 — Sabina da Baviera, duquesa de Württemberg (n. 1492).
- 1580 — Emanuel Felisberto, Duque de Saboia (n. 1528).
- 1585 — Andrea Gabrieli, compositor italiano (n. 1532).
- 1619 — Shimazu Yoshihiro, general japonês (n. 1535).
- 1622 — Xenia Borisovna, czarevna da Rússia (n. 1582).
- 1751 — Christopher Polhem, cientista sueco (n. 1661).
- 1773 — Nicolau Nasoni, arquiteto italiano (n. 1691).

### Século XIX
- 1831 — Luísa de Saxe-Gota-Altemburgo (n. 1800).
- 1841 — Luis Eduardo Pérez, político uruguaio (n. 1774).
- 1842 — John Banim, escritor e dramaturgo irlandês (n. 1798).
- 1844 — Francis Baily, astrônomo britânico (n. 1774).
- 1849 — Tomás Joaquim Pereira Valente, nobre brasileiro (n. 1790).
- 1850 — John White Webster, químico estadunidense (n. 1793).
- 1856
  - John Ross, explorador britânico (n. 1777).
  - Gilbert Abbott à Beckett, humorista britânico (n. 1811).
- 1874 — Joaquim Xavier da Silveira, poeta e abolicionista brasileiro (n. 1840).
- 1877 — Léonce de Lambertye, botânico francês (n. 1810).
- 1880 — J. W. Henderson, político estadunidense (n. 1817).
- 1889 — João Lopes da Silva Couto, político brasileiro (n. 1807).
- 1892
  - Henrique Dumont, cafeicultor brasileiro (n. 1832).
  - Frederick Newton Gisborne, inventor canadense (n. 1824).
- 1898 — Luís Filipe de Sousa Leão, político brasileiro (n. 1832).
- 1899 — Gaston Tissandier, aeronauta e historiador francês (n. 1843).

### Século XX
- 1901 — Eduardo Paulo da Silva Prado, jornalista e escritor brasileiro (n. 1860).
- 1903
  - Vicente Fidel López, historiador e político argentino (n. 1815).
  - Alexandre da Silveira e Lorena, Marquês das Minas (n. 1847).
- 1905 — Nelson H. Barbour, escritor estadunidense (n. 1824).
- 1908 — Giovanni Fattori, pintor italiano (n. 1825).
- 1914 — Robert Merz, futebolista austríaco (n. 1887).
- 1915 — Pascual Orozco, líder revolucionário mexicano (n. 1882).
- 1918
  - Albert Löfgren, botânico sueco (n. 1864).
  - Francisco Pinto da Fonseca Teles, proprietário rural e filantropo brasileiro (n. 1839).
- 1922 — Silvério Gomes Pimenta, escritor e arcebispo brasileiro (n. 1840).
- 1928
  - Wilhelm Wien, físico alemão (n. 1864).
  - Franz von Stuck, pintor e escultor alemão (n. 1863).
- 1931 — Henri Barbusse, escritor francês (n. 1873).
- 1940 — Joseph John Thomson, físico britânico (n. 1856).
- 1941 — Peder Oluf Pedersen, físico e engenheiro dinamarquês (n. 1874).
- 1943
  - Eustáquio van Lieshout, religioso brasileiro (n. 1890).
  - Eberhard Dahlhaus, oficial alemão (n. 1920).
- 1953 — Gaetano Merola, maestro italiano (n. 1881).
- 1959
  - Fritz Below, militar alemão (n. 1909).
  - Pedro Lopes Vieira, político brasileiro (n. 1889).
- 1961 — Charles Coburn, ator estadunidense (n. 1877).
- 1963 — Axel Stordahl, músico estadunidense (n. 1913).
- 1967 — Francisco Mendes Pimentel, professor brasileiro (n. 1927).
- 1970
  - Abraham Zapruder, empresário estadunidense (n. 1905).
  - Ernst Zinner, astrônomo e historiador alemão (n. 1886).
- 1972 — Dalva de Oliveira, cantora brasileira (n. 1917).
- 1976 — John A. Wilson, egiptólogo estadunidense (n. 1899).
- 1978 — Henryk Zygalski, matemático polonês (n. 1906).
- 1981
  - Vera-Ellen, atriz estado-unidense (n. 1921).
  - Mohammad-Ali Rajai, político iraniano (n. 1933).
  - Múcio de Castro, jornalista brasileiro (n. 1915).
- 1985
  - Philly Joe Jones, músico estadunidense (n. 1923).
  - André Villon, ator brasileiro (n. 1914).
  - Taylor Caldwell, escritora britânica (n. 1900).
  - Nélson Freire Lavanère-Wanderley, militar brasileiro (n. 1909).
- 1993 — Isaurinha Garcia, cantora brasileira (n. 1923).
- 1994 — Lindsay Anderson, cineasta britânico (n. 1923).
- 1995
  - Agepê, cantor brasileiro (n. 1942).
  - Sterling Morrison, músico estadunidense (n. 1942).
  - Guillermo Covas, agrônomo e naturalista argentino (n. 1915).
  - Adam Wiśniewski-Snerg, escritor polonês (n. 1937).
  - Lev Polugaevsky, enxadrista russo (n. 1934).
- 1998 — Maurício Fruet, político brasileiro (n. 1939).
- 1999 — Aníbal Khury, político brasileiro (n. 1924).

### Século XXI
- 2002
  - J. Lee Thompson, cineasta britânico (n. 1914).
  - José Sette Câmara Filho, político brasileiro (n. 1920).
- 2003
  - Charles Bronson, ator estadunidense (n. 1921).
  - Donald Davidson, filósofo estadunidense (n. 1917).
- 2004
  - Fred Whipple, astrônomo estadunidense (n. 1906).
  - Norman Ingram Hendey, botânico britânico (n. 1903).
- 2006
  - Naguib Mahfouz, escritor egípcio (n. 1911).
  - Glenn Ford, ator canadense (n. 1916).
  - Uwe Leichsenring, político alemão (n. 1967).
- 2007
  - Michael Jackson, jornalista britânico (n. 1942).
  - José Luis de Vilallonga, escritor e ator espanhol (n. 1920).
- 2008 — Killer Kowalski, lutador russo de wrestling (n. 1926).
- 2009 — Marie Knight, cantora estadunidense (n. 1925).
- 2010
  - Alain Corneau, cineasta francês (n. 1943).
  - Francisco Varallo, futebolista argentino (n. 1910).
- 2014 — Andrew V. McLaglen, cineasta inglês (n. 1920).
- 2015 — Wes Craven, produtor, argumentista e editor de cinema norte-americano (n. 1939).
- 2017 — Louise Hay, escritora norte-americana (n. 1926).
- 2019 — Franco Columbu, ator italiano (n. 1941).
- 2022 — Mikhail Gorbatchov, político russo (n. 1931).
- 2024 — Janusz Marian Danecki, prelado polaco-brasileiro (n. 1951).

## Feriados e eventos cíclicos

### Brasil
- Dia Nacional do Perdão
- Dia Internacional das Vítimas dos Desaparecimentos Forçados
- Dia Nacional de Conscientização sobre a Esclerose Múltipla
- Feriado municipal em Elói Mendes, Paraguaçu, Cláudio, Passa Tempo, Nepomuceno e Contagem, Minas Gerais (fundação das cidades)
- Aniversário da cidade de Pereiro, Ceará

### Cristianismo
- Alfredo Ildefonso Schuster
- Eustáquio van Lieshout
- Félix e Adauto
- Joana Jugan
- Margarida Ward
- Narcisa de Jesús
- Pamáquio de Roma

## Outros calendários
- No calendário romano era o 3.º dia (III) antes das calendas de setembro.
- No calendário litúrgico tem a letra dominical D para o dia da semana.
- No calendário gregoriano a epacta do dia é 25 ou xxv.